# Namsvatnet
Namsvatnet (samisk: Nååmesjenjaevrie) er en sø i Røyrvik kommune i Trøndelag fylke i Norge. Elven Namsen dannede tidligere det vigtigste udløb, men ved reguleringen i 1959 blev den opdæmmet (gårde måtte da fraflyttes), og der blev lavet en tunnel ned til Vektaren. Vand tilkommer via Orvasselva fra Orvatnet, samt fra elven Vierma som kommer fra søen Vierma. I Namsvatnet findes fiskene fjeldørred, ørred og elritse.
I dag er turistlivet en vigtig aktivitet. Via 9 km bådtransport fra Namsvassgrenda til Namsvatnets nordlige del, når man Børgefjell nationalpark. Der ligger også Kristi krybbe kirke, en vildmarkskirke som bruges i sommerhalvåret.